# Oláh András (író)
Oláh András (Hajdúnánás, 1959. január 21. –) magyar költő, író, pedagógus. Szülei: Oláh András és Mezei Julianna.

## Iskolái
A Kőrösi Csoma Sándor Gimnáziumban érettségizett Hajdúnánáson. A nyíregyházi Bessenyei György Tanárképző Főiskolán és a debreceni Kossuth Lajos Tudományegyetemen szerzett diplomát. Mátészalkán él.

## Irodalmi tevékenysége
Az 1980-as évek közepe óta publikál rendszeresen. Ír verseket, novellákat, drámákat, recenziókat.
Írásai megjelentek egyebek mellett az Alföld, a Bárka, az Eső, az Életünk, a Forrás, az Irodalmi Jelen, az Irodalmi Szemle, a Helyőrség, a Hitel, a Holmi, Jel, a Kalligram, a kolozsvári Helikon, a Kortárs, a Korunk, a Látó, a Liget, a Lyukasóra, a Magyar Napló, a Mozgó Világ, a Műhely, a Műút, a Napút, az Országút, a Palócföld, a Pannon Tükör, a Parnasszus, a Prae, a Sikoly, a Somogy, a Spanyolnátha, a Székelyföld, a Tekintet, a Tempevölgy, az Új Forrás, az Új Írás, az ÚjVárad, a Várad, a Vár Ucca Műhely, a Vigília, a Vörös Postakocsi, az Agria, az Árgus, a Dunatükör, a Híd, a Szegedi Lap, a Dunai Limes, az ÚjNautilus, és a kárpátaljai Együtt hasábjain. 
Több antológiában is szerepelt. A Partium irodalmi és művészeti folyóirat főszerkesztője.

## Egyesületi tagságai
Tagja a Magyar Írószövetségnek, a Szabolcsi Írók Társaságának (SZIRT), a Művészetbarát Egyesületnek, a Kölcsey Társaságnak.

## Művei
- Fagypont alatt. Versek; Magyar Napló, Budapest, 2020
- Visszafelé. Válogatott versek; Hungarovox, Budapest, 2019
- Április bolondjai; Magyar Napló, Bp., 2017
- A spanyolfal mögött. Esszék, kritikák, recenziók; Hungarovox, Bp., 2017
- A szökevény / Az utolsó játszma (Hungarovox Kiadó – 2014)
- Idegen test (Hungarovox Kiadó – 2013)
- Anyagfáradtság (Hungarovox Kiadó – 2010)
- Közjáték vagyunk (Ötven év – ötven vers); hangoskönyv (Hungarovox Kiadó – 2009); a CD-melléklet előadói: Pathó István Jászai Mari-díjas színművész és a Hangraforgó együttes
- Érintetlenül (Hungarovox Kiadó – 2008)
- Gyalogáldozat (Kráter Kiadó – 2007)
- Átokverte. Három történelmi dráma; Magyar Napló, Budapest, 2006
- Fagyöngy és jégcsapok (Kráter Kiadó – 2005)
- Egy filmszalag vége (Felsőmagyarország Kiadó – 2002)
- Szilánkok (Kráter Kiadó – 2000)
- Álarc a csönd (Felsőmagyarország Kiadó – 1997)

## Antológiák
- IV. Rimay Költészeti Fesztivál (Rimay János Alapítvány – 2024)
- A költészet tavasza (Caiete Silvane, Zilah – 2024)
- Az év versei – 2024 (Magyar Napló Kiadó – 2024)
- III. Rimay Költészeti Fesztivál (Rimay János Alapítvány – 2023)
- A költészet tavasza (Caiete Silvane, Zilah – 2023)
- Kárpát-medencei és V4 Költészeti Fesztivál (Rimay János Alapítvány – 2022)
- A költészet tavasza (Caiete Silvane, Zilah – 2022)
- A költészet tavasza – XX. (Caiete Silvane, Zilah – 2020)
- A költészet tavasza – XIX. (Caiete Silvane, Zilah – 2019)
- Az év versei – 2019 (Magyar Napló Kiadó – 2019)
- A költészet tavasza – XVIII. (Caiete Silvane, Zilah – 2018)
- Körkép – 2018 (Magvető Kiadó – 2018)
- Az év versei – 2018 (Magyar Napló Kiadó – 2018)
- A költészet tavasza – XVII. (Caiete Silvane, Zilah – 2017)
- Az év versei – 2017 (Magyar Napló Kiadó – 2017)
- Az év versei – 2016 (Magyar Napló Kiadó – 2016)
- Az év versei – 2015 (Magyar Napló Kiadó – 2015)
- Ugyanaz a föld (Kölcsey Társaság – 2014)
- Az év versei – 2013 (Magyar Napló Kiadó – 2013)
- Az év versei – 2012 (Magyar Napló Kiadó – 2012)
- A remény rabjai (Zrínyi Kiadó, Budapest – 2008)
- Ki vált meg minket? /Szabolcs-szatmár-beregi költők antológiája/ (Nyíregyháza – 1996)
- A mindenség zenéje /Magyar költők versei Bartók Béláról/ (Debrecen – 1995)
- A hetedik napra (Vásárosnamény – 1993)

## Díjai, kitüntetései
- József Attila-díj (2025)
- Magyar Arany Érdemkereszt (2024)
- az MMA irodalmi tagozatának Illyés Gyula-díja (2021)
- SZSZB megyei Prima-díj (2019)
- Ady Endre-díj (2017)
- Salvatore Quasimodo költőverseny különdíja (2016)
- Ratkó József-díj (2016)
- Bánkuti Miklós-díj (2011)
- a Magyar Írószövetség és a Honvédelmi Minisztérium nívódíja (2007)
- a Nemzeti Kulturális Örökség Minisztériumának drámapályázatán 3. helyezés (2004)

## Róla
- Kégl Ildikó: Maradtunk emlékek karanténjába zárva (Magyar Napló – 2022/1)
- Farkas Gábor: A mulandóság cáfolata (Bárka – 2021/4)
- Péntek Imre: Összeforrás és eltávolodás (Agria – 2021/2)
- Lajtos Nóra: Lábujjhegyen jár a csönd (Alföld – 2021)
- Demeter Zsuzsa: Elkelne még egy télikabát (Helikon – 2021/8)
- Sz. Tóth Gyula: reformáld magad (Agria – 2021/1)
- Jahoda Sándor: Fagypont alatt (Tiszatáj online – 2021)
- Lajtos Nóra: Másik olvasat (Olvasat – 2021. május 19.)
- Kégl Ildikó: Amikor a higanyszál fagypont alá süllyed (Magyar Hírlap – 2021. január 2.)
- Handó Péter: Múlt(kút)ba merülés (Bárka – 2019/4)
- Pataki-Péter Hanna: Kortárs elégiák (Helikon – 2019/11)
- Sándor Zoltán: Az elmúlás dicsérete (Magyar Szó – 2019)
- Sz. Tóth Gyula: Költő és kritikus találkozása félúton (Agria – 2019/2)
- Farkas Gábor: Oláh András "Április bolondjai" c. könyvéről (Kortárs – 2018/7-8)
- Jahoda Sándor: Bírálat a bírálatokról (Ezredvég – 2017/6)
- Sz. Tóth Gyula: Körbolondozók (Agria – 2017/3)
- Lajtos Nóra: Múzsacsókok karneválja (A Vörös Postakocsi – 2017)
- Csordás László: Lépések a másik felé (Együtt – 2015/5)
- Bertha Zoltán: Oláh Andrásról (Partium – 2015/5)
- Barna T. Attila: Hosszú haj, kőbányai (Magyar Nemzet – 2015)
- Handó Péter: Tartás a halál ellenében (Partium – 2015/1)
- Kelemen Lajos: Érzékenység és hajszás ihlet (Bárka – 2014/2)
- Sz. Tóth Gyula: Idegen test (Agria – 2013/2)
- Futaky László: Idegen test (SZSZB-i Szemle – 2013/4)
- Iancu Laura: Vérszegény közöny (Hitel – 2013/9)
- Handó Péter: Szindbádi szerepben (Vörös Postakocsi 2011. ősz)
- Farkas Gábor: Hétköznapi szerepek (Zempléni Múzsa 2011/2)
- Sz. Tóth Gyula: Kőben sóhajtozó fagyöngyök – Visszapillantás Oláh András költészetére (POLISZ 2011. február  131. szám)
- Lőrincz P. Gabriella: Anyagfáradtság(Együtt (2011/3))
- Zsirai László: Fegyelme őrzi a lélek erejét(JEL – 2011/2)
- Pósa Zoltán: A megcsalt Szindbád panaszai (Magyar Nemzet – 2010. augusztus 4.)
- Luzsicza István: Ima és Álarc (NAGYÍTÁS – 2010/3)
- Hamar Péter: A közjáték után folytatódik a darab (Szabolcs-Szatmár-Beregi Szemle – 2009/4)
- János István: Közjáték vagyunk (Vörös Postakocsi – 2009)
- Pósa Zoltán: Vörösmarty tónusában (Magyar Nemzet – 2009. augusztus 21.)
- Antal Balázs: Egyetlen célom volt... (Vörös Postakocsi – 2009)
- Kelemen Lajos: Fölötte minden gyanúnak (HITEL – 2009/7)
- Bágyoni Szabó István: Érintetlenül (POLÍSZ – 125)
- Borbély András: A gyalogló szubjektuma (Irodalmi Jelen – 2008/10)
- Sz. Tóth Gyula: Pille rácsok között (Szabolcs-Szatmár-Beregi Szemle – 2008/3)
- Antal Attila: Hétköznapok és álmok (Agria – 2008/3)
- Antal Balázs: Helyzetjelentés Keletről (Vörös Postakocsi – 2008/1)
- Handó Péter: Közjáték (Palócföld – 2008/1)
- Véghelyi Balázs: Átokverte emberek (Agria – 2008/1)
- Sz. Tóth Gyula: Elnyelni könnyeinket végre (HITEL – 2007/9)
- Futaky László: Szemelvények a tájirodalomból (Szabolcs-Szatmár-Beregi Szemle – 2004/1)
- Felhős Szabolcs: Isten soha nem siet, soha nem késik (Partium – 2003/Tél
- Fecske Csaba: Tragikus közjáték Magyar Napló
- Laczkó András: Írók és iskolák – II. (NAP Alapítvány – 2002.)
- Antal Attila: Oláh András új verseskötetéről (Szabolcs-Szatmár-Beregi Szemle – 2000/4)
- Szüts Zoltán: Hit és pánik (Vigilia – 1999/3.)
- Antal Attila: Emlékek pora, álmok hamuja (Szabolcs-Szatmár-Beregi Szemle – 1998/4)
- Futaky László: Négy arc, négy verseskötet ((Szabolcs-Szatmár-Beregi Szemle – 1998/3)
- Fecske Csaba: Álarc a csönd (Észak-Magyarország – 1998. június 23.)
- Felhős Szabolcs: Hallgatásunk is lázadás (UNÉL – 1997/8-9)
- Szávai Géza: A líra inflációja (Új Magyarország – 1993/62)
- Batári Gábor: Üzenet Orpheusnak (Jel – 1993/3)

## Külső hivatkozások
- Hangraforgó együttes: https://web.archive.org/web/20120814163356/http://www.hangraforgo.hu/forum.htm
- Énekelt versek
- A Vörös Postakocsi: http://www.avorospostakocsi.hu/2011/12/26/diplomaciai-bonyodalmak-egy-moricz-mu-kapcsan/
- http://www.unit-art.hu/ Archiválva 2016. december 3-i dátummal a Wayback Machine-ben